# سیگورد مون
سیگورد مون (انگلیسی: Sigurd Moen; ۳۱ اکتبر ۱۸۹۷ – ۶ اکتبر ۱۹۶۷) اسکیت‌باز سرعت اهل نروژ بود.